# 1070-1079
De jaren 1070-1079 (van de christelijke jaartelling) zijn een decennium in de 11e eeuw.

## Belangrijke gebeurtenissen

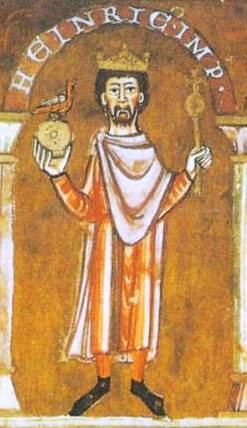
Hendrik IV

### Italië
- 1071 : Beleg van Bari. De Noorman Robert Guiscard verovert de stad Bari, de hoofdstad van het katapanaat van Italië.
- 1072 : Catania en Palermo op Sicilië worden bevrijd van de Saracenen door de Noormannen uit Calabrië, aan wie Sicilië in 1059 door de paus was beloofd. Rogier I van Sicilië wordt de eerste vorst van het graafschap Sicilië.
- 1074 : Slag bij Montesarchio. Robert Guiscard verslaat de prins van Benevento Pandulf IV.
- 1077 : De laatste prins van Benevento Landulf VI sterft, Robert Guiscard lijft het prinsdom in.

### Christendom
- 1073 : Paus Alexander II sterft, hij wordt opgevolgd door paus Gregorius VII. De periode die nu ingaat is gekend voor de Gregoriaanse hervorming, de Clunische hervorming, de Pelgrimsroute naar Santiago de Compostella en andere christelijke bedevaarten.
- 1075 : Dictatus papae. Volgens het document kan alleen de paus bisschoppen benoemen, afzetten of van bisdom doen veranderen. Deze verordening werd een belangrijke oorzaak van de Investituurstrijd. Het verleende de paus het hoogste gezag binnen Kerk en maatschappij. De paus plaatste zich daardoor boven de bisschoppen, boven de synode en zelfs boven het canoniek recht. Het stelde hem ook boven de wereldlijke heersers, waaronder dus ook de Duitse keizer, die hij kon excommuniceren en derhalve impliciet afzetten. Bovendien waren hun onderdanen in dat geval ontslagen van hun eed van trouw.
- 1076 : Paus Gregorius VII doet keizer Hendrik IV in de ban.
- 1077 : Tocht naar Canossa. Keizer Hendrik IV ziet zich genoodzaakt op zijn blote voeten drie dagen achtereen in de sneeuw voor het kasteel van Canossa boete te doen, waarop de paus de excommunicatie weer opheft.

### Byzantijnse Rijk
- 1071 : Slag bij Manzikert. De Byzantijnen lijden een zware nederlaag tegen de Seltsjoeken onder Alp Arslan. Keizer Romanos IV Diogenes wordt gevangen genomen. Michael Doukas, zijn stief zoon komt aan de macht.
- 1075 : De Seltsjoeken veroveren Nicea (İznik) en Nicomedia (İzmit) in Klein-Azië.
- 1077 : Suleiman ibn Qutulmish sticht in Anatolië de staat van de Rum-Seltsjoeken.
- 1078 : Nikephoros III Botaneiates zet Michael VII af en huwt met diens vrouw Maria van Alanië.

### Lage landen
- 1071 : Slag bij Kassel. Na het overlijden van Boudewijn VI van Vlaanderen volgt zijn zoon Arnulf III hem op. Zijn broer Robrecht I de Fries, die afstand had gedaan van Vlaanderen, kwam op zijn beslissing terug. Arnulfs moeder, Richilde van Henegouwen, vraagt steun aan haar schoonzus Mathilde van Vlaanderen, getrouwd met Willem de Veroveraar en hertrouwt met de machtige Normandische edelman Willem FitzOsbern. Hierdoor krijgt zij belangrijke Normandische steun. Ook vraagt ze steun van koning Filips I van Frankrijk, die de belangen van zijn rechtmatige vazal verdedigt. Richildes machtige leger wordt echter verrassend verslagen en Arnulf sneuvelt.
- Na haar catastrofale nederlaag in de Slag bij Kassel (1071) probeert Richilde haar graafschappen en allodia te gelde te maken bij de Duitse keizer. Deze geeft opdracht aan de bisschop van Luik om de goederen aan te kopen. Vervolgens wordt het geheel van de feodia als het gerefeodeerde graafschap Henegouwen in leen gegeven aan de hertog van Neder-Lotharingen, die het op zijn beurt in 1071 in achterleen teruggeeft aan Richilde. Het graafschap Bergen, markgraafschap Valenciennes en het zuidelijke deel van de Brabantgouw worden samengevoegd tot het nieuwe graafschap Henegouwen.
- De opdeling is als volgt Robrecht I de Fries heeft het graafschap Vlaanderen, zijn stiefzoon Dirk V, het graafschap Holland en zijn neef Boudewijn, het graafschap Henegouwen.

### Engeland
- 1072 : Verdrag van Abernethy. Na de teistering van het noorden, sluiten Willem de Veroveraar en Malcolm III van het koninkrijk Schotland vrede. Malcolm erkent William als zijn heer. Ook is hij verplicht de troonpretendent Edgar Ætheling te bannen van zijn hof.

### Seltsjoekenrijk
- 1072 : Alp Arslan sterft, zijn zoon Malik Sjah I wordt de nieuwe sultan van het Seltsjoekenrijk.

### Afrika
- Er komt een eind aan de burgertwisten in Egypte, maar het land is onderbevolkt en het land wordt maar ten dele bebouwd.
- 1076 : De Almoravidische emir Abu Bakr ibn Umar verovert een deel van het koninkrijk Ghana en introduceert de islam in West-Afrika.

## Kunst en cultuur

### Architectuur
- Begin met de bouw van de Tower of London.

## Filosofie
- Aartsbisschop van Canterbury Anselmus wordt beschouw als de grondlegger van de scholastiek.

## Heersers

### Europa
- Lage Landen
  - Midden-Friesland: Egbert II van Meißen (1068-1090)
  - West-Frisia: Dirk V (1061-1091)
  - Wassenberg/Gelre: Diederik I Flamens (1058-1082)
  - Henegouwen: Richilde (1051-1070), Arnulf III van Vlaanderen (1070-1071), Boudewijn II (1071-1098)
  - Limburg: Udo (?-1078), Hendrik I (1078-1118)
  - Loon: Emmo (?-ca.1078), Arnold I (1078-1126)
  - Neder-Lotharingen: Godfried III (1069-1076), Koenraad van Franken (1076-1087)
  - Leuven: Hendrik II (1054-1078), Hendrik III] (1078-1095)
  - Luik: Dietwin (1048-1075), Hendrik I van Verdun (1075-1091)
  - Luxemburg: Koenraad I (1059-1086)
  - Namen: Albrecht III (1063-1102)
  - Utrecht: Willem van Gelre (1054-1076), Koenraad van Zwaben (1076-1099)
  - Vlaanderen: Boudewijn VI (1067-1070), Arnulf III (1070-1071), Robrecht I (1071-1093)
  - Zutphen: Otto II (1064-1113)

- Duitsland (Heilige Roomse Rijk): Hendrik IV (1056-1105)
  - tegenkoning: Rudolf van Rheinfelden (1077-1080)
  - Bar: Sophia (1033-1093)
  - Beieren: Otto II van Northeim (1061-1070), Welf IV (1070-1077), koning Hendrik IV (1077-1095)
  - Bohemen: Vratislav II (1061-1092)
  - paltsgraafschap Bourgondië: Willem I (1057-1087)
  - Gulikgouw: Gerard II (1029-1081)
  - Istrië: Ulrich I van Weimar (1045-1070), Poppo II (1070-1093)
  - Karinthië en Verona: Berthold van Zähringen (1061-1077), Liutold van Eppenstein (1077-1090)
  - Kleef: Rutger II (1050-1075), Diederik II (1076-1091)
  - Opper-Lotharingen: Gerard (1048-1070), Diederik II (1070-1115)
  - Meißen: Egbert II (1068-1088)
  - Noordmark: Lothar Udo II (1057-1082)
  - Oostenrijk: Ernst de Strijdbare (1055-1075), Leopold II (1075-1095)
  - Saksen: Ordulf (1059-1072), Magnus (1072-1106)
  - Weimar-Orlamünde: Ulrich I (1067-1070), Ulrich II (1070-1112)
  - Zwaben: Rudolf van Rheinfelden (1057-1079), Berthold van Rheinfelden (1079-1090)

- Frankrijk: Filips I (1060-1108)
  - Angoulême: Fulco (1048-1089)
  - Anjou: Fulco IV (1068-1109)
  - Aquitanië en Gascogne: Willem VIII (1058-1086)
  - Armagnac: Gerold II (1063-1095)
  - Blois en Dunois: Theobald III (1037-1089)
  - Boulogne: Eustaas II (1049-1088)
  - hertogdom Bourgondië: Robert I (1031-1076), Hugo I (1076-1079), Odo I (1079-1102)
  - Chalon: Hugo II (1065-1078), Adelheid II (1078-1080)
  - Champagne en Meaux: Theobald III van Blois (1066-1089)
  - Chiny: Arnold I (ca. 1066-1106)
  - Dammartin: Hugo I (1061-1103)
  - Eu: Robert I (?-ca. 1092)
  - Foix: Rogier II (1064-1124)
  - Mâcon: Gwijde II (1065-1078), Willem I van Bourgondië (1078-1085)
  - Maine: Hugo V van Este (1069-1093)
  - La Marche: Adelbert II (1047-1088)
  - Nevers en Auxerre: Willem I (1040-1098)
  - Normandië: Willem de Veroveraar (1035-1087)
  - Ponthieu: Gwijde I (1053-1100)
  - Provence: Bertrand II (1062-1093)
  - Saint-Pol: Hugo I (1067-1070), Gwijde I (1070-1083)
  - Soissons: Adelheid (1057-1105)
  - Toulouse: Willem IV (1061-1094)
  - Valois: Rudolf IV (1038-1074), Simon (1074-1077), Herbert IV van Vermandois (1077-1080)
  - Vendôme: Burchard III (1066-1085)
  - Vermandois: Herbert IV (1045-1080)

- Iberisch schiereiland:
  - Aragon: Sancho I (1063-1094)
  - Barcelona: Raymond Berengarius I (1035-1076), Raymond Berengarius II (1076-1082), Berengarius Raymond II (1076-1097)
  - Castilië: Sancho II (1065-1072), Alfons VI van Leon (1072-1109)
  - Galicië: Garcia I (1065-1071), Sancho II van Castilië (1071-1072), Alfons VI van Leon (1072-1109)
  - Leon: Ferdinand I (1037-1065), Alfons VI (1065-1109)
  - Navarra: Sancho IV (1054-1076), Sancho I van Aragon (1076-1094)
  - Portugal: Nuno Mendes (1050-1071)
  - Toledo: Al-Ma'mun (1043-1075), Al-Qadir (1075-1078)
  - Valencia: Abu Bakr ibn Abd al-Aziz (1075-1085)

- Britse eilanden
  - Engeland: Willem de Veroveraar (1066-1087)
  - Deheubarth: Maredudd ab Owain (1063-1072), Rhys ab Owain (1072-1078), Rhys ap Tewdwr (1078-1093)
  - Gwynedd: Bleddyn ap Cynfyn (1063-1075), Trahaearn ap Caradog (1075-1081)
  - Powys: Bleddyn ap Cynfyn (1063-1075), Iorwerth ap Bleddyn (1075-1103), Cadwgan ap Bleddyn (1075-1111)
  - Schotland: Malcolm III (1058-1093)

- Italië
  - Apulië - Robert Guiscard (1059-1085)
  - Benevento: Landulf VI (1054-1077), Pandulf IV (1056-1074)
  - Monferrato: Otto II (1044-1084)
  - Napels: Sergius V (1050-1082)
  - Savoye: Peter I (1060-1078), Amadeus II (1078-1080)
  - Sicilië: Rogier I (1071-1101)
  - Toscane: Beatrix van Lotharingen (1055-1076), Mathilde (1076-1115)
  - Venetië (doge): Domenico I Contarini (1043-1071), Domenico Selvo (1071-1084)

- Scandinavië
  - Denemarken: Sven II (1047-1076), Harald III (1076-1080)
  - Noorwegen: Olaf III (1067-1093)
  - Zweden: Halsten (1067-1070), Haakon (1070-1079)

- Balkan
  - Byzantijnse Rijk: Romanos IV (1068-1071), Michaël VII (1071-1078), Nikephoros III (1078-1081)
    - tegenkeizer: Philaretos Brachamios (1071-1078)
    - Bulgaarse opstand: Peter III (1072-1073)
    - Normandisch Anatolië: Roussel de Bailleul (1073-1075)

  - Dioclitië: Mihailo Vojislavljević (1052-1081)
  - Kroatië: Peter Krešimir IV (1058-1074), Demetrius Zvonimir (1075-1089)

- Bretagne: Havise (1066-1072), Hoël II (1072-1084)
  - Penthièvre: Odo I (1035-1079), Godfried I (1079-1093)
- Hongarije: Salomo (1063-1074), Géza I (1074-1077), Ladislaus I (1077-1095)
- Kiev: Izjaslav I (1054-1073, 1076-1078), Svjatoslav II (1073-1076), Vsevolod I (1078-1093)
- Polen: Boleslaw II (1058-1079), Wladislaus I Herman (1079-1102)
- Tsjernigov: Svjatoslav (1054-1073), Vsevolod I (1073-1076, 1077-1078), Vladimir Monomach (1076-1077, 1078-1094), Boris Vjatsjeslavitsj (1077), Oleg I (1078)

### Azië
- China (Song): Shenzong (1067-1085)
  - Liao: Daozong (1055-1101)
  - Westelijke Xia: Huizong (1068-1086)
- Georgië: Bagrat IV (1027-1072), George II (1072-1089)
- Ghaznaviden (Perzië): Ibrahim (1059-1099)
- India
  - Chola: Virarajendra (1063-1070), Athirajendra (1070), Kulothunga I (1070-1122)
- Japan: Go-Sanjo (1068-1073), Shirakawa (1073-1087)
- Khmer-rijk (Cambodja): Harshavarman III (1066-1080)
- Korea (Goryeo): Munjong (1046-1083)
- Seltsjoeken: Alp Arslan (1063-1072), Malik Sjah I (1072-1092)
  - Sultanaat van Rûm: Suleiman ibn Qutulmish (1075/1077-1086)
- Vietnam: Ly Thanh Tong (1054-1072), Ly Nhan Tong (1072-1127)

### Afrika
- Almoraviden (Marokko): Abu Bakr ibn Umar (1055-1071), Yusuf ibn Tashfin (1071-1106)
- Fatimiden (Egypte): Abu Tamil Ma'ad al-Mustansir (1036-1094)
- Ziriden (Tunesië): Tamim ibn al-Mu'izz (1062-1108)

### Religie
- paus: Alexander II (1061-1073), Gregorius VII (1073-1085)
  - tegenpaus: Honorius II (1061-1072)
- patriarch van Alexandrië (Grieks): Johannes VI (1062-ca.1100)
- patriarch van Alexandrië (koptisch): Christodolus (1047-1077), Cyrillus II (1078-1092)
- patriarch van Antiochië (Grieks): Aemilianus (1062-1075), Theodosius II (1075-1084)
- patriarch van Antiochië (Syrisch): Johannes IX bar Shushan (1063-1073), Baselius II (1074-1075), Johannes Abdun (1075-1077), Dionysus V Lazaros (1077-1078)
- patriarch van Constantinopel: Johannes VIII Xifilinus (1064-1075), Cosmas I (1075-1081)
- katholikos-patriarch van Geheel Georgië: Gabriel III Safareli (1065-1080)
- kalifaat van Bagdad (Abbasiden): Al-Qa'im I (1031-1075), Al-Muqtadi (1075-1094)

- aartsbisdom Bremen-Hamburg: Adalbert I (1043-1072), Liemar (1072-1101)
- aartsbisdom Canterbury: Stigand (1052-1070), Lanfranc (1070-1089)
- aartsbisdom Keulen: Anno II (1056-1075), Hildolf (1076-1079), Sigwin van Are (1079-1089)
- aartsbisdom Maagdenburg: Werner van Steutzlingen (1064-1078), Hartwig van Spanheim (1079-1102)
- aartsbisdom Reims: Manasses I (1069-1080)
- aartsbisdom Trier: Udo van Nellenburg (1066-1078), Engelbert van Rothenburg (1079-1101)

<< · 1070 · 1071 · 1072 · 1073 · 1074 · 1075 · 1076 · 1077 · 1078 · 1079 · >>
<< · 1000-1009 · 1010-1019 · 1020-1029 · 1030-1039 · 1040-1049 · 1050-1059 · 1060-1069 · 1070-1079 · 1080-1089 · 1090-1099 · >>